# 阿特勞州
阿特勞州（羅馬化：Atırau oblısı）是哈薩克斯坦的一個州份。西界俄羅斯，南為裡海，西南角為伏爾加河三角洲的一部份，烏拉爾河在中部流入裡海。面積118,600平方公里。人口645,280（2020年資料）。首府阿特勞。烏拉爾河以西的部份，位于欧洲。

## 外部連結
- 官方網站 （页面存档备份，存于）